# Guglielmo II Ruggero
Guglielmo II Ruggero (Rosiers-d'Égletons, 1290 – Cornillon, febbraio 1380) è stato un nobile francese.
Era il fratello di papa Clemente VI e padre di papa Gregorio XI, entrambi papi durante la cattività avignonese.

## Biografia
Guglielmo, nato nel maniero di Maumont a Rosiers-d'Égletons, era il figlio maggiore di Guglielmo I Rog(i)er o Roguier (fratello arcivescovo di Rouen Nicolas Ruggero) e Guglielmina di Mestre, e fratello di papa Clemente VI (al secolo Pietro Ruggero), la cui carriera ecclesiastica rese la famiglia del primogenito una delle più importanti della Provenza e del regno di Francia. Per dono o acquisizione, fu barone di Pertuis e Saint-Rémy, visconte di Lamothe e Valernes, conte di Beaufort e Alès. Fu padre di papa Gregorio XI (al secolo Pietro Ruggero).
Pietro Ruggero, futuro papa Clemente VI, divenne abate di Fécamp nel 1326, vescovo di Arras nel 1328, arcivescovo di Rouen e presidente della chambre des comptes nel 1330. Il prelato, favorito del re Filippo VI di Valois, sfruttò il favore reale. Suo fratello maggiore Guglielmo II Ruggero, che aveva ricevuto in dote dalla prima moglie nel 1331 il feudo di Chambon en Combraille, venne nobilitato l'anno successivo.

### Costituzione dei feudi sotto il pontificato di Clemente VI
Le entrate arcivescovili di Pietro Ruggero – l’arcivescovado di Rouen era il più ricco di Francia – furono saggiamente investite. L'8 ottobre 1333, Guglielmo II Ruggero poté acquistare le sue terra di Rosiers-d'Égletons da Bernardo di Ventadour. Il 12 maggio 1336, poi, rese omaggio a Maria di Flandra-Termonde, vedova di Roberto, conte d'Auvergne e Boulogne, per il suo castello di Margerides, appena acquistato. Il vicino feudo di Saint-Exupéry-les-Roches gli fu venduta da Aymery de Châlus, nel 1338.
Divenuto cardinale nel 1338, Pietro fu eletto papa, ad Avignone il 19 maggio 1342, con il nome di Clemente VI. Il 27 maggio, Filippo di Valois concesse a Guglielmo II Ruggero una rendita di 1000 sterline sulle contee del Maine e dell'Angiò. Al fratello del papa venne assegnato, nello stesso anno, il feudo di Beaufort. Quando Giovanni, duca di Normandia e conte d'Angiò e del Maine, trasformò questo feudo in viscontea nel 1344, Guglielmo fece restaurare il castello nel 1345. Il favore reale lo trasformò in contea nel 1347, esentando il nuovo conte dalla cavalcata.
Il 25 settembre 1343 settembre, Guglielmo II Ruggero acquistò dal Delfino Umberto II il castello di Veyre-Monton e le signorie situate in Alvernia di Pont-du-Château, Monton, Aubusson, Aurouze, Saint-Martial, Chanteuges e Langeac. che rientravano nel dominio reale, erano stati ceduti a Umberto II, Delfino del Viennois, da Filippo VI il 23 aprile 1343, per incoraggiarlo a comporre e preparare la cessione del Delfinato al regno di Francia. La loro vendita fu confermata il 19 novembre dello stesso anno. La viscontea di Lamothe fu acquistata nel 1344 da Guglielmo II da Armando di Roquefeuil.
Il 3 maggio 1352, Raymond de Chambarlhac de Lherm, damoiseau (gentiluomo), rese omaggio a Guglielmo II Ruggero, conte di Beaufort, di cui era vassallo nella baronia di Fay.
Alla morte del fratello, il cardinale Ugo Ruggero, nell'autunno del 1362, Guglielmo ereditò la baronia di Bagnols-sur-Cèze e la contea di Alès.

### Doni della regina Giovanna
Nel 1348, la regina Giovanna, cacciata dal suo regno di Napoli, dovette rifugiarsi in Provenza. Per riconquistare i suoi stati napoletani, vendette Avignone al papa per 80 000 fiorini, ottenendo così l'assoluzione pontificia che la scagionò da ogni sospetto di aver ucciso il suo primo marito Andrea d'Ungheria. Riconoscente, offrì a Guglielmo II il feudo di Valernes, che fu trasformata in viscontea con lettere patenti nel 1350. Valernes, roccaforte dall'XI secolo, era una delle chiuse della media valle della Durance. La nuova viscontea comprendeva le comunità di Bayons, Vaumeilh, la Motte, Bellaffaires, Gigors, Lauzet, les Mées, Mézel, Entrevennes e le Castellet, con le loro giurisdizioni e dipendenze.
Nel 1353, la regina Giovanna, considerando «gli importanti e numerosi vantaggi che lo zelo caritatevole e paterno del Santissimo Padre in Cristo, il Signore Clemente, ci ha portato in tempi critici, ci ha fatto estendere tutta la nostra gratitudine e tutta la nostra gentilezza al suo popolo, e ci ha fatto ricompensare calorosamente con la nostra generosità», offrì Saint-Rémy, Pertuis, Meyrargues, les Pennes e Séderon come tributo inalienabile a Guglielmo II .
Fin dall'inizio, la cessione di Saint-Rémy pose un problema. Il 3 giugno 1352, la regina Giovanna inviò una lettera in cui ordinava agli abitanti di Saint-Rémy di rendere omaggio a Guglielmo II. Cinque giorni dopo, estese l'ambito della sua donazione ai diritti reali e legali delle prime denominazioni sul castrum e alle sue affiliazioni. Cinque giorni dopo, estese la portata della sua donazione ai diritti regali e giudiziari dei primi appellati sul castrum e sulle aree circostanti. Il 15 giugno, la Regina scrisse al siniscalco Foulques d'Agoult esortandolo a mettere in atto le sue lettere. Tre giorni dopo, firmò una lettera indirizzata alle comunità divenute vassalle di Guglielmo II, nonché agli abitanti di Aix e Tarascon, per notificare e confermare le sue donazioni a Ruggero di Beaufort.
Nel marzo 1371, Guglielmo II fece registrare definitivamente dalla Corte dei Conti di Aix le lettere che confermavano la donazione di Saint-Rémy da parte della regina Giovanna.

### Guglielmo II nomina Guglielmo III suo erede universale
L'emancipazione del figlio maggiore Guglielmo III Ruggero entrò in vigore il 28 novembre 1349. Egli lasciò in eredità al suo «amato figlio» l'intero patrimonio limosino, con il feudo e il titolo di conte di Beaufort, nonché i suoi feudi in Alvernia adiacenti al Limosino e la metà delle sue terre nelle contee di Provenza e Forcalquier, secondo la spartizione fatta da suo signore il papa.

### Le guerre di Guglielmo II Ruggero

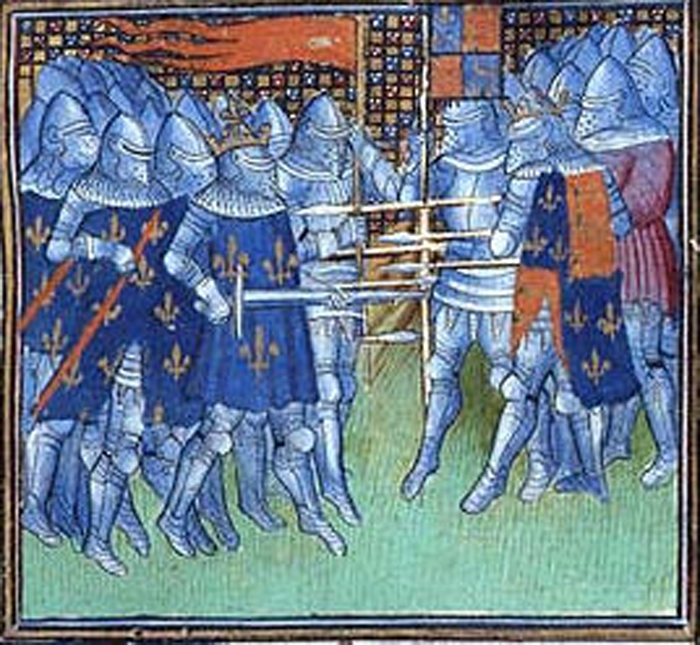
Battaglia di Poitiers del 1356. Miniatura del Maestro di Giac tratta da un manoscritto delle cronache di Froissart, Morgan Library, M.804.

Partecipò alla battaglia di Poitiers nel 1356 e fu fatto prigioniero per ottenere un riscatto. Il risultato immediato fu che il figlio minore, Nicola Ruggero di Beaufort, fu liberato dai suoi ordini religiosi. La liberazione del figlio dai voti e la riscossione del riscatto furono opera dei cardinali della famiglia.
Guglielmo II guerreggiò in Alvernia con il duca di Berry Giovanni per tutta l'ultima metà del 1369. L'anno successivo, il conte partecipò all'assedio di Belleperche con Luigi II di Borbone.
Nella sua Histoire du Languedoc, Molinier cita una lettera del 1376 in cui Guglielmo II Ruggero de Beaufort si esprime contro le attività filo-inglesi di Bernardo Pelet, co-signore di Alès, nella sua contea. Questi fu aiutato da un agente inglese, Pierre de Galard, conosciuto nelle Cévennes come Perrot e descritto come grasso e meschino.

### Nuovi acquisti sotto il pontificato di Gregorio XI
Gregorio XI trova un partner prestigioso per suo nipote Raimondo in Maria di Boulogne, nipote per matrimonio del re Giovanni II il Buono.  Il 28 ottobre 1375, Maria firmò un contratto che trasferiva la sua signoria di Saint-Just-en-Champagne a Raimondo di Turenne, mentre suo fratello, Giovanni II di Boulogne, vendette le sue signorie di Combrailles a Guglielmo II Ruggero di Beaufort per 30.000 franchi. Le signorie di Combrailles furono quelle di Chambon-sur-Voueize, Evaux-les-Bains (Evaon), Semur (Sermur?) e Stusanie.
Verfeil, nella valle della Seye, fu acquistata da Guglielmo II, conte di Beaufort, il 23 agosto 1379, quando suo figlio Raimondo, visconte di Valernes, si emancipò.

### Famiglia e figli

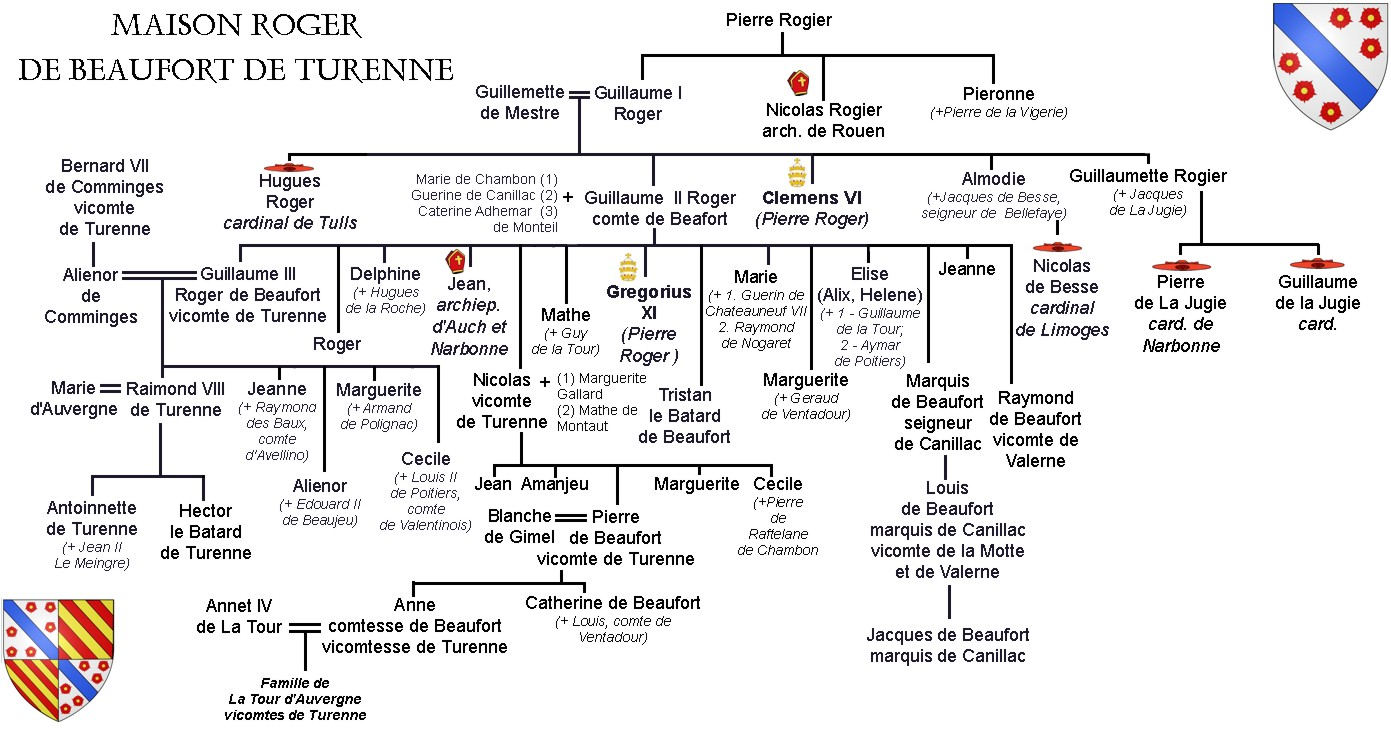
Albero genealogico dei Beaufort

Guglielmo II Ruggero si sposò nel 1325 con Maria di Chambon, la quale gli diede dieci figli:
- Guglielmo III, il primogenito, visconte di Turenne more uxorio grazie al matrimonio con Eleonora di Comminges: genitori di Raimondo di Turenne e di quattro figlie, tutte sposate con persone altolocate;
- Ruggero, che fu a lungo prigioniero del Captal de Buch;
- Pietro, poi papa dal 1370-1378 con il nome di Gregorio XI;
- Nicola (1340-1415), signore di Limeuil con la prima moglie Margherita di Galard, e capostipite del secondo ramo dei Ruggeri di Beaufort, visconti di Turenne, dopo quello del figlio maggiore Guglielmo III: questo ramo si fuse con la stirpe La Tour d'O(l)liergues, trasmettendo loro la viscontea di Turenne: si veda sotto. In effetti, i visconti di Turenne discendenti da Guglielmo III Ruggero di Beaufort esistettero fino a quando sua nipote Antonietta, morta nel 1416, sposò Jean II Le Meingre; i discendenti di Nicola succedettero quindi alla viscontea di Turenne (egli stesso, peraltro, sembra aver detenuto il titolo): < suo figlio, il visconte Pietro (nato dal secondo matrimonio di Nicola con Ma(r)la de Montaut-Mussidan; sposato a sua volta nel 1432 con Bianca di Gimel; Margherita Ruggero di Beaufort, sorella di Pietro, sposò Bertrando II de La Tour d'Oliergues nel 1423: Pietro e Bianca di Gimel furono i genitori di Caterina Ruggero di Beaufort, signora di Charlus (che sposò Luigi conte di Ventadour) e della viscontessa Anna Ruggero di Beaufort, che sposò la cugina di primo grado Agnet/Anet/Annet IV di La Tour di Oliergues: da qui la successione dei visconti di Turenne della stirpe di La Tour d'Olliergues (che in seguito assunse il nome di La Tour d'Auvergne grazie al matrimonio del visconte Francesco II de La Tour d'Oliergues: vedi sotto), tra cui Enrico, duca di Bouillon e suo figlio Enrico, maresciallo di Turenne;
- Giovanni, vescovo di Carpentras e successivamente arcivescovo di Auch e di Narbonne;
- Delphine/Dauphine, che sposò Hugues de La Roche: la loro figlia Marta de La Roche sposò Luigi, barone principe di Montboissier: nonni di Giovanni III di Montboissier di cui sotto;
- Ma(r)the, che sposò Guido de La Tour, poi si risposò Bertrando, a sua volta padre di Bertrando I conte d'Auvergne: essi furono alcuni degli antenati di Caterina de Medici, di Luigi XV, dei Savoia e degli Asburgo Lorena;
- Maria, che sposò Guerino VII di Châteauneuf d'Apchier (essi ebbero posterità), poi si risposò con Raimondo II di Nogaret di Calvisson e Marsillargues, nipote del giurista Guglielmo;
- Margherita, che sposò Géraud II di Ventadour;
- Elise/Elips/Alix/Hélène Ruggero di Beaufort, che sposò Guglielmo de La Tour d'Oliergues, figlio di Bertrando III (o V) de La Tour e di Isabella di Lévis-(Mirepoix), fratello maggiore predeceduto[non chiaro] di Guido de La Tour di cui sopra, morto attorno al 1343/1349, e si risposò con Aymar VI di Poitiers, conte di Valentinois.

Alla morte nel 1344 di Maria di Chambon, Guglielmo II Ruggero si risposò nel 1345 con Guerina di Canillac. La coppia ebbe due figli:
- Giovanna, che sposò di Luigi, conte di Forez nel 1358-1362, con cui non ebbe figli;

- Marquis/Marquès/Marc Rog(i)er che assunse il nome di Canillac, da qui i Beaufort-Canillac confluiti nei Montboissier tramite il matrimonio nel 1459 di sua nipote Isabelle/Isabeau Ruggero di Beaufort-Canillac (figlia di Luigi Ruggero di Canillac) con Giovanni III di Montboissier (a Brousse e Cunlhat) di cui sopra: genitori di Giovanni IV di Montboissier, padre di GIacomo (Jacques) di Montboissier. Il marchese Ruggero di Beaufort sposò dapprima Caterina d'Auvergne, figlia di Beraldo I delfino d'Alvernia, poi Eleonora di Anduze.

La suddetta Isabelle/Isabeau Ruggero di Canillac era figlia di Giovanna di Norry e Luigi Ruggero di Canillac - a sua volta figlio del già citato Marquis/Marquès Ruggero di Beaufort-Canillac di cui si è appena parlato e di Eleonora di Anduze - e aveva diversi fratelli, tra cui:
- Anna Ruggero di Canillac, morta nel 1511, che sposò Goffredo (Godefroy) I di La Tour d'Auvergne-Montga(s)con, morto nel 1469, figlio minore del conte d'Auvergne Bertrando I di cui sopra: genitori di Goffredo (Godefroy) II, morto nel 1497, padre di Anna d'Auvergne-Montgacon, morta nel 1530: questo ramo minore dei conti La Tour d'Auvergne si fuse poi, attraverso il matrimonio di questa seconda Anna con Francesco II di La Tour d'Oliergues di Turenne, con i loro lontani cugini La Tour d'Oliergues visconti di Turenne, eredi di Nicola Ruggero di Beaufort di cui sopra e d'ora in poi portatori del nome La Tour d'Auvergne de Turenne;
- Marquis/Marquès/Marc Ruggero di Canillac conte di Alès, visconte di Lamothe e barone principe di Anduze, che sposò 1469 Giovanna, figlia di Antonio di Chabannes-Dammartin. Senza posteri: eredita suo fratello Giacomo (Jacques).
- Giacomo (Jacques) Ruggero di Canillac, morto nel 1513, sposò Giacoma (Jacqueline) di Créqui, figlia di Giovanni V di Créquy e nipote materna del conte Bertrando I d'Alvernia. I due non ebbero figli: con testamento del 1511, Giacomo (Jacques) lasciò in eredità i suoi beni al nipote e pronipote Giovanni  IV e Giacomo (Jacques) di Montboissier, con la condizione di far rivivere il nome e le armi Beaufort-Canillac.

Guerina di Canillac morì nel 1359 e Guglielmo III Ruggero si risposò nuovamente nel 1368 con Caterina degli Ademari. Guglielmo aveva allora cinquantatré anni. Sua moglie, nata nel 1336, era la figlia di Doulceline Gaucelino di Graveson e Lamberto degli Ademari, signore di Monteil, e sorella di Ugo, signore di La Garde, ex siniscalco di Beaucaire. Gli Ademari erano un ramo della famiglia reale dei Poitiers-Valentinois. Da lei ebbe un unico figlio:
- Raimondo Ruggero di Beaufort, che ereditò la viscontea di Valernes e Cornillon[1].

Guglielmo II Ruggero ebbe anche un figlio bastardo, Tristano. Si segnala anche Clara di Beaufort de l'Épine.

### Testamento

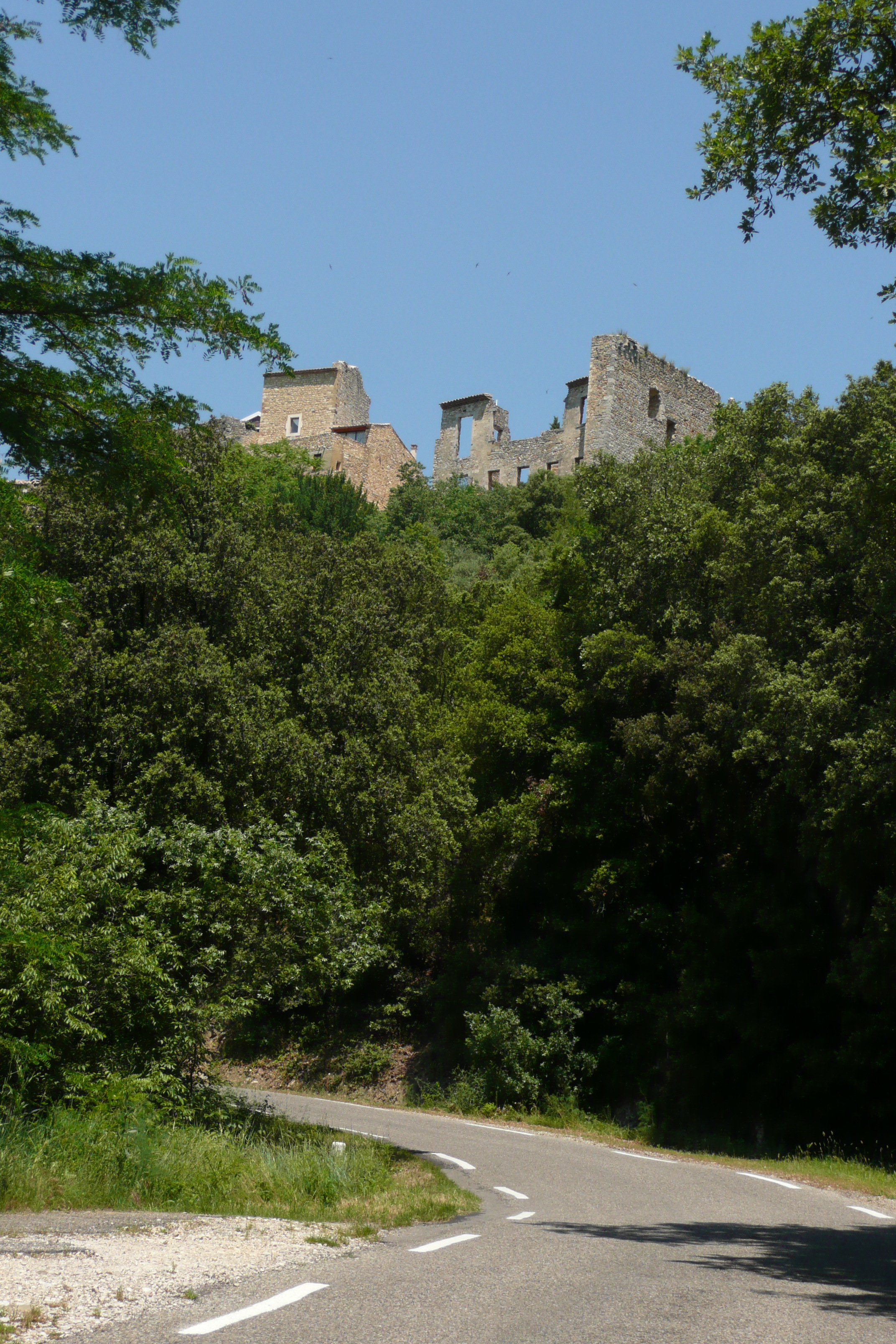
Resti del castello di Cornillion, che domina la valle della Cèze.

Il conte di Beaufort redige il suo testamento il 27 agosto 1379, nel castello di Cornillon, dove si era ritirato.
23 agosto 1379: a Cornillon, Guglielmo II, che aveva acquisito la città di Verfeil, nei pressi di Saint-Antonin-Noble-Val, emancipa l'ultimo figlio Raimondo, l'unico nato dal suo terzo matrimonio nel 1363 con Caterina de la Garde, sorella di Ugo degli Ademari, signore di Monteil e de la Garde. Il giovane ricevette dal padre la metà della viscontea di Valernes e tutti i feudi che ne dipendevano, con le relative entrate, benefici e tasse. Il conte di Beaufort aggiunse il castello di Saint-Rémy e la Tour (torre del Cardinale o di Canillac) che vi era annessa, con tutti i diritti di questa signoria.
Ricevette anche i castelli di Margerides e Saint-Exupéry-les-Roches, nella diocesi di Limoges, e di Cornillon, nella diocesi di Uzès, oltre a una proprietà con case e giardini a Villeneuve, vicino ad Avignone. Il patrimonio comprendeva anche armi, cavalli, mobili, vasellame e stoviglie d'argento e d'oro, oltre a tutte le attrezzature di cantina per il castello di Cornillon e gli strumenti di viticultura di Vérune e Saint-Mabille che da esso dipendevano.
Domenica 16 e lunedì 17 gennaio, Guglielmo II Ruggero, conte di Beaufort, sentendosi già in punto di morte, riscrisse il suo testamento del 23 agosto 1379 e aggiunse due codicilli. Il figlio maggiore, Guglielmo III, fu nominato esecutore testamentario e il figlio minore Ruggero ereditò il titolo di conte di Beaufort. Morì alla fine di febbraio del 1380.

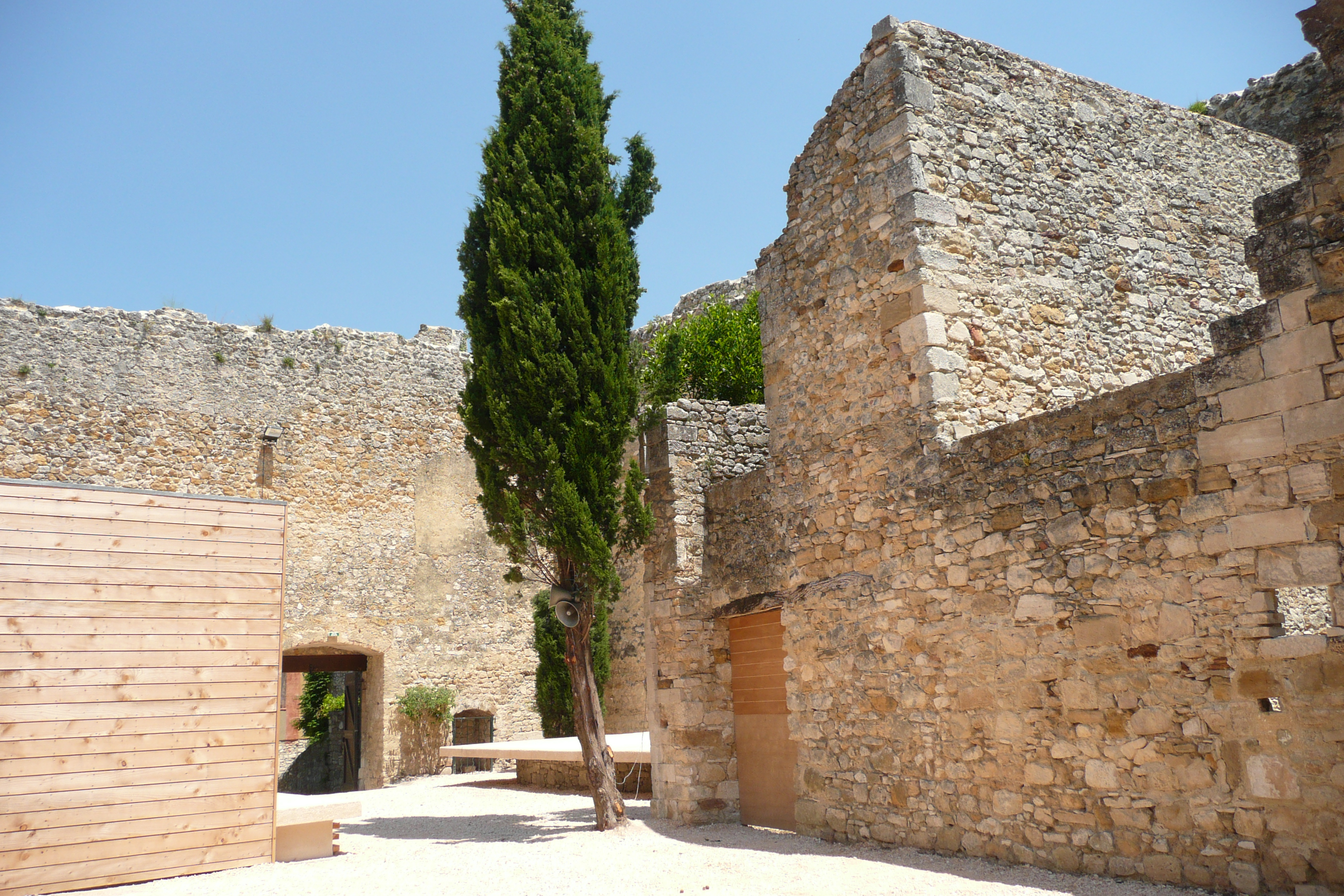
Resti dell'antica cappella del castello di Cornillon.

L'abate Papon ne pubblicò otto pagine e mezzo nella sua Corografia (tratta dalla sua Histoire générale de Provence dédiée aux Etats, 1777) e ne parla come di un curioso inventario. Il conte di Beaufort aveva trasformato la cappella del castello di Cornillon in una vera e propria stanza del tesoro. Tra le ricchezze conservate c'erano trentasei cucchiai d'argento e duecentoquarantuno utensili d'argento che andavano dai piatti alle caraffe, compresi i piatti da barba e un coquemar (bollitore con manici). L'argenteria comprendeva settanta pezzi in argento dorato, tra cui pentole, piatti, tegami, coppe, calici, una confettiera e un vaso per spezie. Secondo Papon, c'erano anche scatole di profumi e di muschio e un crocifisso ornato di perle e pietre preziose, ai piedi del quale stavano gli apostoli Pietro, Giovanni e Paolo. C'erano anche due reliquiari in argento dorato, il primo contenente un pezzo della croce di Sant'Andrea e il secondo le ossa di san Tommaso, oltre a oggetti di culto in oro e argento, tra cui una dozzina di anelli episcopali appartenuti a Pietro Ruggero. C'erano anche patene e pissidi d'oro, ampolle d'argento, croci pettorali d'oro e d'argento impreziosite da gioielli, anelli d'oro ornati di rubini, zaffiri e pietre fini, nonché perle sciolte e pietre preziose. I Ruggero di Beaufort conservavano anche trofei di guerra, tra cui quattromila oboli aragonesi, calici con le armi della Navarra e delle Fiandre, nonché due calici di fattura inglese, di cui uno dorato e l'altro un grande calice d'argento dorato. Si tratta di una stima di centotrentanovemila settecentosettanta (139.770) lire tornesi.

## Riferimenti
1. ↑  Aurouze e Saint-Martial sono ora nel Cantal; Chanteuges e Langeac sono nella Haute-Loire; Aubusson, Monton, Pont-du-Château e Veyre-Monton sono nel Puy-de-Dôme.
2. ↑  Gli archivi dipartimentali delle Bouches-du-Rhône hanno conservato la lettera di emancipazione, con il codice B 1431, f° 37 r°. In una lettera del 24 novembre 1349, il padre comunica al figlio: « Fili carissime, quia hodie fuerat terminus impressus et assignatus ad eligendi duas partes terrarum et locorum meorum immobilium per dominum nostrum papam (…) ideo, eligi totum patrimonium meum Lemovicinum ubi natus sum cum titulo et terra mea de Belloforti, pro una parte, et quia terra Alvernie contigua est Lemovicino ideoque pro alia parte elegi dictam terram meam Alvernie cum terra de Folhnel et Armaniaci ac medietate terrarum que sunt in comitatibus Provincie et Forcalquerii et universaliter citra Rodanum iuxta divisionem factam per dominum nostrum papam. Datum Avinione, satis tarde, die Sabbati XXVIII mensis novembris Anno Domini M°CCC°XLIX »
3. ↑  Atto registrato a Cornillon, nella diocesi di Uzès.
4. ↑  Vale la pena di confrontare questa argenteria con quella che, nel 1390, abbelliva la tavola di François de Conzié, uno dei più sontuosi prelati della corte papale di Avignone. Egli possedeva due saliere, otto ciotole, cinque brocche, due caraffe, venticinque brocche, sei trincee, dodici piatti, nove pentole, sedici calici, cinquantatré rondelle, centotre coppe e centododici ciotole.